# (6703) 1988 CH
1988 سي إتش (ويعرف أيضًا باسم (6703) 1988 سي إتش وفق تسمية الكوكب الصغير) (بالإنجليزية: 1988 CH)‏ هو كويكب ضمن حزام الكويكبات؛ وترتيبه 6703 من حيث الاكتشاف.
اكتُشف هذا الجُرم الفلكي بواسطة Masaru Arai ‏ في 10 فبراير 1988.

## وصلات خارجية
- (6703) 1988 CH في قاعدة بيانات مختبر الدفع النفاث لأجرام النظام الشمسي الصغيرة

- الاكتشاف · مخطط المدار ·  العناصر المدارية · المعلمات المادية

- (6703) 1988 CH على موقع ويكي سكاي: DSS2, SDSS, GALEX, IRAS, Hydrogen α, X-Ray, Astrophoto, Sky Map, Articles and images